# Grupo Edson Queiroz
O Grupo Edson Queiroz (GEQ) é um conglomerado empresarial com mais de 70 anos de história. Atua em 4 negócios, Nacional Gás, Esmaltec Eletrodomésticos, Minalba Brasil e Sistema Verdes Mares, empregando diretamente cerca de 9 mil colaboradores.

## Empresas e marcas
As empresas e marcas que formam o conglomerado por área de atuação são:
- Energia — Nacional Gás Butano, Brasil Gás Butano, Paragás;
- Alimentação — Indaiá, Minalba, São Lourenço, Petrópolis;[2]
- Eletrodomésticos — Esmaltec;
- Comunicações — Sistema Verdes Mares;
- Agroindústria — Cascaju, Esperança Agropecuária e Indústria, Multicarnes;
- Educação (Fundação Edson Queiroz) — Universidade de Fortaleza (UNIFOR), TV Unifor;
- Outras de atuação empresarial — Hipercor, Midol, Nacional Investimentos, Queiroz Comércio e Participações;
- Ações sociais — Ação Verdes Mares, Verão Verdes Mares e Caravana TV Diário.

## Projetos sociais
- Escola de Aplicação Yolanda Queiroz —  nualmente, proporciona educação gratuita a cerca de 600 crianças do Jardim I até a primeira série do Ensino Fundamental, residentes nas comunidades circunvizinhas ao campus. Já alfabetizou mais de 7 mil crianças.[3][4]
- Núcleo de Atenção Médica Integrada (Nami) — realiza atendimento médico primário e preventivo para a população residente próxima ao campus. Anualmente, são efetuados cerca de 500 mil atendimentos, desde consultas médicas, análises laboratoriais, vacinas, atendimento materno-infantil e serviços especializados em enfermagem, fisioterapia, fonoaudiologia e terapia ocupacional.
- Clínica Integrada de Odontologia — cem consultórios que atendem diariamente mais de 300 pessoas, entre crianças, jovens e adultos, nas áreas de dentística (restaurações), endodontia (tratamento de canal), periodontia (gengiva), cirurgia, prótese (fixa, removível e total), ortodontia, odontopediatria e radiologia.
- Escritório de Prática Jurídica (EPJ) — proporciona assistência jurídica sem ônus para a comunidade, oferecendo serviços de consultas, encaminhamento de processos e orientações de natureza legal. São feitos anualmente cerca de 2.800 atendimentos de assessoria jurídica em diversos níveis de necessidade, nas áreas criminal e cível.
- Centro de Formação Profissional — tem como objetivo gerar emprego e renda para os moradores da Comunidade do Dendê, em Fortaleza. Cursos técnicos e profissionalizantes, nas áreas de instalações elétricas, cuidados infantis, manutenção e consertos de eletrodomésticos, formação de bombeiro hidráulico e em informática básica, são oferecidos gratuitamente.

## Troféu Sereia de Ouro
Em 1971 Edson Queiroz instituiu o Troféu Sereia de Ouro para homenagear cearenses de destaque nos mais diversos campos de atividade humana. Desde então a cada ano, são agraciados quatro personalidades que contribuíram ou contribuem para o desenvolvimento social e humano do Ceará.